# Boussu
Boussu (valonă Boussu-dlé-Mont) este o comună francofonă din regiunea Valonia din Belgia. Comuna Boussu este formată din localitățile Boussu și Hornu. Suprafața sa totală este de 20,01 km². La 1 ianuarie 2008 avea o populație totală de 20.192 locuitori.
Comuna Boussu se învecinează cu comunele Colfontaine, Dour, Hensies, Quaregnon și Saint-Ghislain.